# Jesús Olalla Iraeta
Jesús María Olalla Iraeta (Irún, Guipúzcoa, 15 de julio de 1971), también conocido como Josu Olalla, es un exjugador de balonmano y abogado español.

## Trayectoria
- Elgorriaga Bidasoa (1985-1992)
- F. C. Barcelona(1993-1996)
- Elgorriaga Bidasoa (1997/1998)
- Portland San Antonio (1998-2001)
- S.G. Wallau-Massenheim (2001/2002)
- C.B. Cantabria (2002-2004)

## Títulos

### Clubes
- 2 Copas del Rey: 1998/1999 y 2000/2001 (Portland San Antonio)
- 3 Recopas de Europa: 1994/1995 (Fútbol Club Barcelona),1997/1998 (Elgorriaga Bidasoa) y 1999/2000 (Portland San Antonio)
- 2 Copas EHF: 2000/2001 (SG Wallau-Massenheim) y 2003/2004 (CB Cantabria)

### Selección
- Medalla de bronce en los Juegos Olímpicos de Atlanta 1996
- Medalla de bronce en los Juegos Olímpicos de Sídney 2000